# چهار درویش
چهار درویش فیلمی به کارگردانی و نویسندگی امین امینی محصول سال ۱۳۴۷ است.

## خلاصه داستان
«زنار» که قرار است در بازار شهر به وسیلهٔ پیرمردی برده فروش، فروخته شود انگشترش را به «حامد» می‌دهد تا او را خریداری کند، او نیز همان کار را می‌کند…

## بازیگران
- فروزان
- امین امینی
- حسن شاهین
- منوچهر اخضرپور
- منصور سپهرنیا
- علی اکبر مهدوی فر
- حسن نورهانی
- عباس مهردادیان